# Miguel Ángel Nadal
Pour les articles homonymes, voir Nadal.
Miguel Ángel Nadal, né le 28 juillet 1966 à Manacor (îles Baléares, Espagne), est un footballeur international espagnol évoluant au poste de milieu défensif puis de défenseur central. Il est l'oncle du champion de tennis Rafael Nadal et le frère de l'ancien entraîneur de ce dernier.

## Biographie
Originaire de Manacor sur l'île de Majorque, Nadal a fait ses débuts en Liga avec le club local du RCD Majorque. Il a fait ses débuts le 19 avril 1987 contre le FC Barcelone au Camp Nou. Grâce à de bonnes performances avec Majorque, il sera recruté par le club catalan pour la saison 1991-1992.
Avec le Barça, sous la direction de Johan Cruyff, Nadal a joué un rôle très important dans la conquête de cinq titres en championnat, de deux Coupes du Roi et de la Coupe d'Europe des Clubs Champions en 1992, jouant presque 300 matches au total et occupant plusieurs positions défensives à la fois dans l'arrière-fond et au milieu de terrain. Cependant, lors de sa dernière année, il est mis sur le banc par le nouvel entraîneur néerlandais, Louis van Gaal.
Nadal est retourné à Majorque par la suite, où il a été à nouveau titulaire. Il a également joué un rôle important dans la victoire en Coupe du Roi en 2003. Le joueur espagnol a pris sa retraite à presque 39 ans, après avoir disputé plus de 700 matches au cours de sa carrière.

International espagnol (62 sélections), il a participé à trois Coupes du monde avec l'équipe d'Espagne. Il est considéré comme le meilleur footballeur de l'histoire issu des îles Baléares.
En juillet 2010, il devient l'entraîneur adjoint du RCD Majorque entraîné par Michael Laudrup. Cette même année, Miguel Ángel Nadal et son neveu, le joueur de tennis Rafael Nadal, achètent 10 % des parts du club majorquin alors en difficultés financières. Nadal devient entraîneur durant un match de l'équipe du RCD Majorque au lendemain de l'éviction de Laudrup avant de céder son poste à Joaquín Caparrós. En décembre 2011, la famille Nadal vend ses actions en raison, selon eux, du licenciement de Laudrup,.
En juin 2014, il devient directeur sportif du RCD Majorque. Il démissionne en juin 2016.

## Carrière
- 1986-1991 : RCD Majorque (Espagne).
- 1991-1999 : FC Barcelone (Espagne).
- 1999-2005 : RCD Majorque (Espagne)[4].

## Parcours en sélection
- 62 sélections 3 buts entre 1991 et 2002
- Participation à la Coupe du Monde en 1994 (1/4 de finaliste), 1998 (Premier Tour) et 2002 (1/4 de finaliste)
- Participation au Championnat d'Europe des Nations en 1996 (1/4 de finaliste)

## Palmarès

### En club
- Vainqueur de la finale de la Coupe d'Europe des Clubs Champions en 1992 avec le FC Barcelone
- Vainqueur de la Supercoupe d'Europe en 1992 avec le FC Barcelone
- Champion d'Espagne en 1992, 1993, 1994, 1998 et 1999 avec le FC Barcelone
- Vainqueur de la Coupe d'Espagne en 1998 avec le FC Barcelone et 2003 avec le RCD Majorque
- Vainqueur de la Supercoupe d'Espagne en 1992, 1993 et 1995 avec le FC Barcelone
- Finaliste de la Coupe Intercontinentale en 1992 avec le FC Barcelone
- Finaliste de la Ligue des Champions en 1994 avec le FC Barcelone